# Ecnomus paratyphlodes
Ecnomus paratyphlodes är en nattsländeart som beskrevs av Wolfram Mey 1998. Ecnomus paratyphlodes ingår i släktet Ecnomus och familjen trattnattsländor. Inga underarter finns listade i Catalogue of Life.